# Биківський провулок (Київ)
Би́ківський прову́лок — провулок у Подільському районі міста Києва, місцевість Вітряні гори. Пролягає від Межової вулиці до вулиці Світлицького. 

## Історія
Провулок виник у 1-й половині XX століття під такою ж назвою.